# Deutsche Bioscope
Die Deutsche Bioscope (Alternativschreibweisen: Deutsche Bioscop oder Deutsche Bioskop) war eine deutsche Filmproduktionsgesellschaft. Sie ist vor allem bekannt für die Produktion der frühen Filme mit Asta Nielsen und legte 1911 mit dem Kauf eines Grundstücks in Neubabelsberg den Grundstein für den Aufbau der Babelsberger Filmstudios.

## Geschichte
Jules Greenbaum gründete die Deutsche Bioscope 1897 oder 1899 in Berlin. Das erste bekannte Werk des Unternehmens ist der 1899 veröffentlichte Aktualitätenfilm Frühjahrsparade mit Kaiser Wilhelm II. In den ersten Jahren wurden 8–10 Aktualitäten im Jahr veröffentlicht, auch Spielfilme aus dem Ausland wurden importiert. Das erste Atelier der Firma befand sich bis 1904 in der Friedrichstraße 131d, anschließend auf dem Dach der Hausnummer 226 und ab 1907 in der Chausseestraße 123.
Ab 1909 arbeitete Guido Seeber als Kameramann und technischer Leiter bei der Bioscope. Zuerst wurde nur bei Tageslicht gedreht, später kamen Westminster-Lampen und Quecksilberdampflampen zum Einsatz. Neben Stummfilmen wurden von 1904 bis 1911 auch Tonfilme produziert, ab 1911 (nach dem Erfolg des im Vorjahr in Dänemark entstandenen Abgründe) die ersten Filme mit Asta Nielsen.

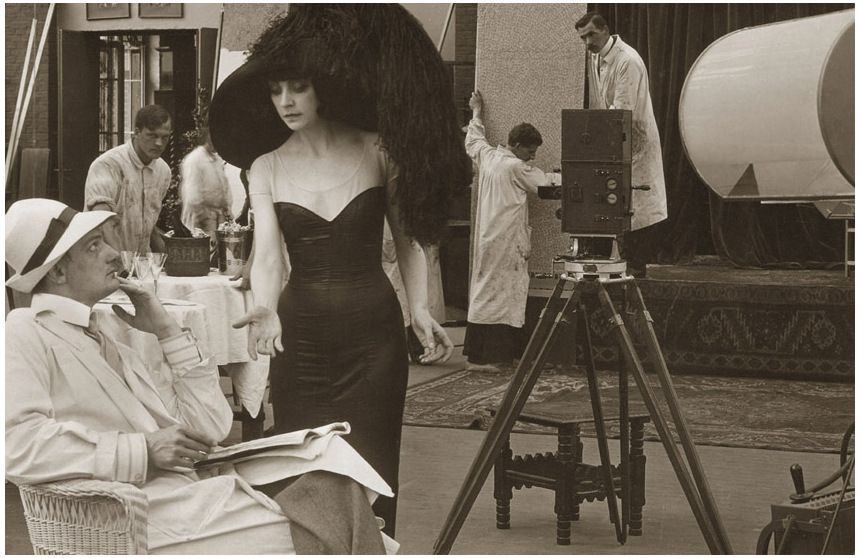
Regisseur Urban Gad und Schauspielerin Asta Nielsen 1912 bei den Dreharbeiten für Der Totentanz.

Im Herbst 1911 erhielt Seeber den Auftrag, einen geeigneten Ort für ein größeres Studio zu finden und entdeckt nahe der S-Bahn-Station Neubabelsberg ein 40.000 (oder 60.000) Quadratmeter großes Grundstück. Die Bioscope erwirbt dieses im November desselben Jahres und errichtete ein Glasatelier, das erste Gebäude der Babelsberger Filmstudios. Der erste dort gedrehte Film war im Februar 1912 Der Totentanz. Ein Jahr später wurde auf dem Gelände ein weiteres Atelier und ein Kopierwerk errichtet. Die ersten großen Filme, die in den neuen Studios gedreht wurden, waren Der Student von Prag (1913) und Der Golem (1915).
1918 sollte die Bioscop an die UFA verkauft werden, was jedoch scheiterte. 1920 fusionierte sie mit der Deutschen Eclaire-Gesellschaft zur Decla-Bioskop.